# Ministri presidenti della Saarland
Il Ministro presidente della Saarland (in tedesco: Saarland Ministerpräsident) è il capo del governo del Land tedesco della Saarland.

## Elenco
| Immagine | Ministro presidente (nascita-morte) | Partito                                   | Mandato                   |
| -------- | ----------------------------------- | ----------------------------------------- | ------------------------- |
|          | Johannes Hoffmann (1890–1967)       | Partito Popolare Cristiano della Saarland | 1947 – 1955               |
|          | Heinrich Welsch (1888–1976)         | indipendente                              | 1955 – 1956               |
|          | Hubert Ney (1892–1984)              | CDU                                       | 1956 – 1957               |
|          | Egon Reinert (1908–1959)            | CDU                                       | 1957 – 1959               |
|          | Franz-Josef Röder (1909–1979)       | CDU                                       | 1959 – 1979               |
|          | Werner Klumpp (1928–)               | FDP                                       | giugno 1979 – luglio 1979 |
|          | Werner Zeyer (1929–2000)            | CDU                                       | 1979 – 1985               |
|          | Oskar Lafontaine (1943–)            | SPD                                       | 1985 – 1998               |
|          | Reinhard Klimmt (1942–)             | SPD                                       | 1998 – 1999               |
|          | Peter Müller (1955–)                | CDU                                       | 1999 – 2011               |
|          | Annegret Kramp-Karrenbauer (1962–)  | CDU                                       | 2011 – 2018               |
|          | Tobias Hans (1978–)                 | CDU                                       | 2018 – 2022               |
|          | Anke Rehlinger (1975–)              | SPD                                       | 2022 –                    |